# Eclogae

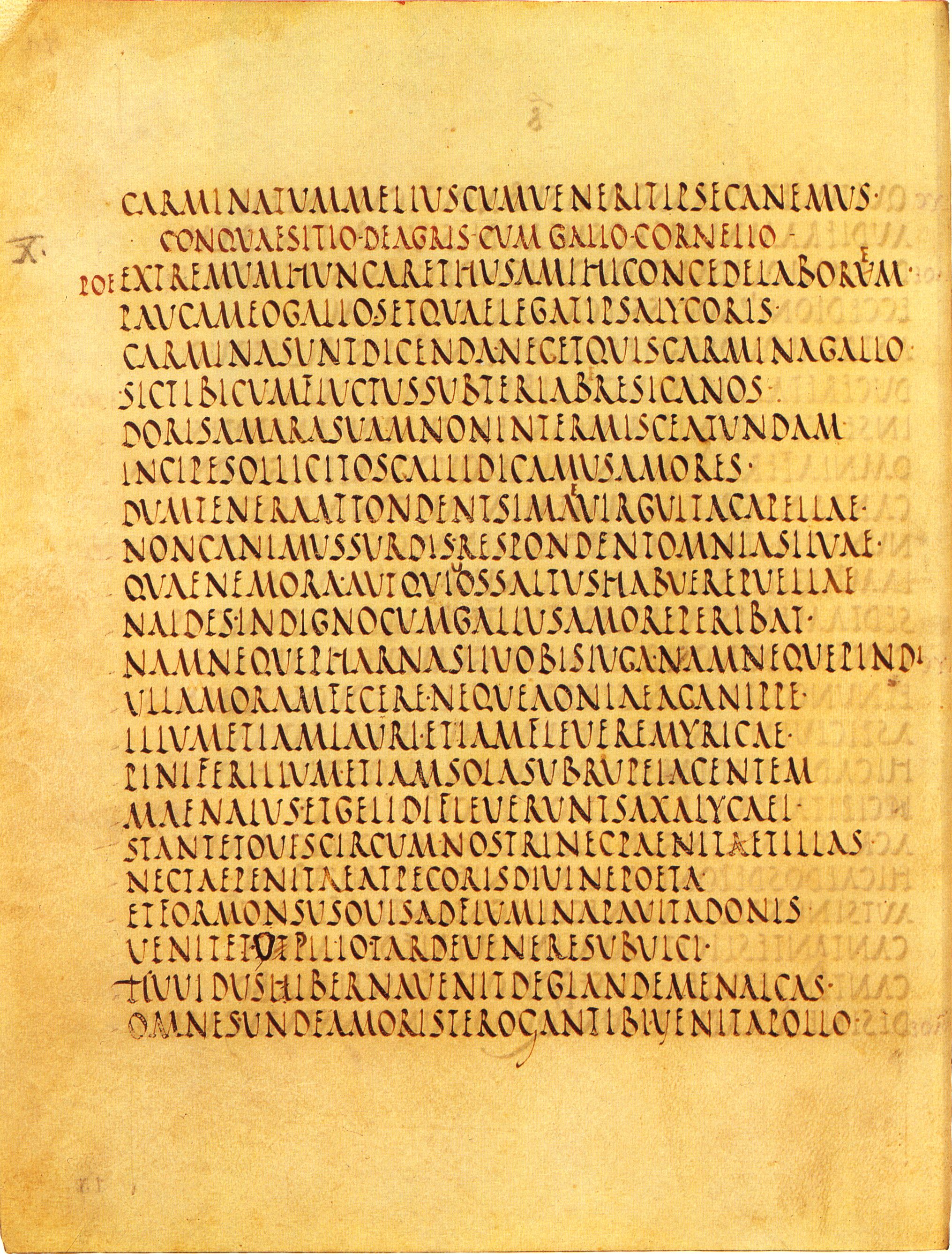
Vergil, Eclogae in der spätantiken Handschrift Rom, Biblioteca Apostolica Vaticana, Vaticanus Palatinus lat. 1631, fol. 15v („Vergilius Palatinus“, um 500)

Die Eklogen (lateinisch Eclogae oder Bucolica) sind ein Sammelwerk von zehn Hirtengedichten Vergils, das vermutlich zwischen 42 und 39 v. Chr. entstanden ist. Obwohl auch schon antike Kommentatoren diesen Veröffentlichungszeitraum annahmen, ist nach neuerer Forschung auch ein Zeitpunkt bis 35 v. Chr. denkbar.
Die Hirtengedichte wurden bis zum dritten Jahrhundert Bucolica genannt, dies war wohl der ursprüngliche Titel. Die erst im 4. Jahrhundert bezeugte Bezeichnung „Eclogae“ für die bukolische Dichtung Vergils ist sicher nicht authentisch, hat sich aber im Lauf der Zeit durchgesetzt.
Formales Vorbild der Eclogae sind die Idyllen (griechisch: Eidyllia) des hellenistischen Dichters Theokritos aus Syrakus (Anfang des 3. Jahrhunderts v. Chr.). Vergil übernimmt das Grundthema der singenden Hirten, verschafft der bukolischen Gattung aber einen großen Gewinn an Tiefe, indem er Themen der Zeitgeschichte und echte menschliche Emotionen einbindet sowie das Groteske und Humoristische deutlich zurückfährt. Zudem huldigt er auch seinen Gönnern Octavian, Alfenus Varus, Gaius Cornelius Gallus und Gaius Asinius Pollio.
Historischer Hintergrund vor allem der ersten und neunten Ekloge ist die Landverteilung in Cremona und Mantua an 200.000 Veteranen der Triumvirn infolge der Bürgerkriegswirren nach den Ereignissen von Philippi und Perusia (42 und 41 v. Chr.): Viele Bauern wurden von ihren Ländereien vertrieben oder verließen notgedrungen ihr Land. Vermutlich war auch Vergil zunächst betroffen, bekam aber seinen Grundbesitz durch den Einsatz von Gaius Asinius Pollio und Alfenus Varus bei Octavian wieder zurück.

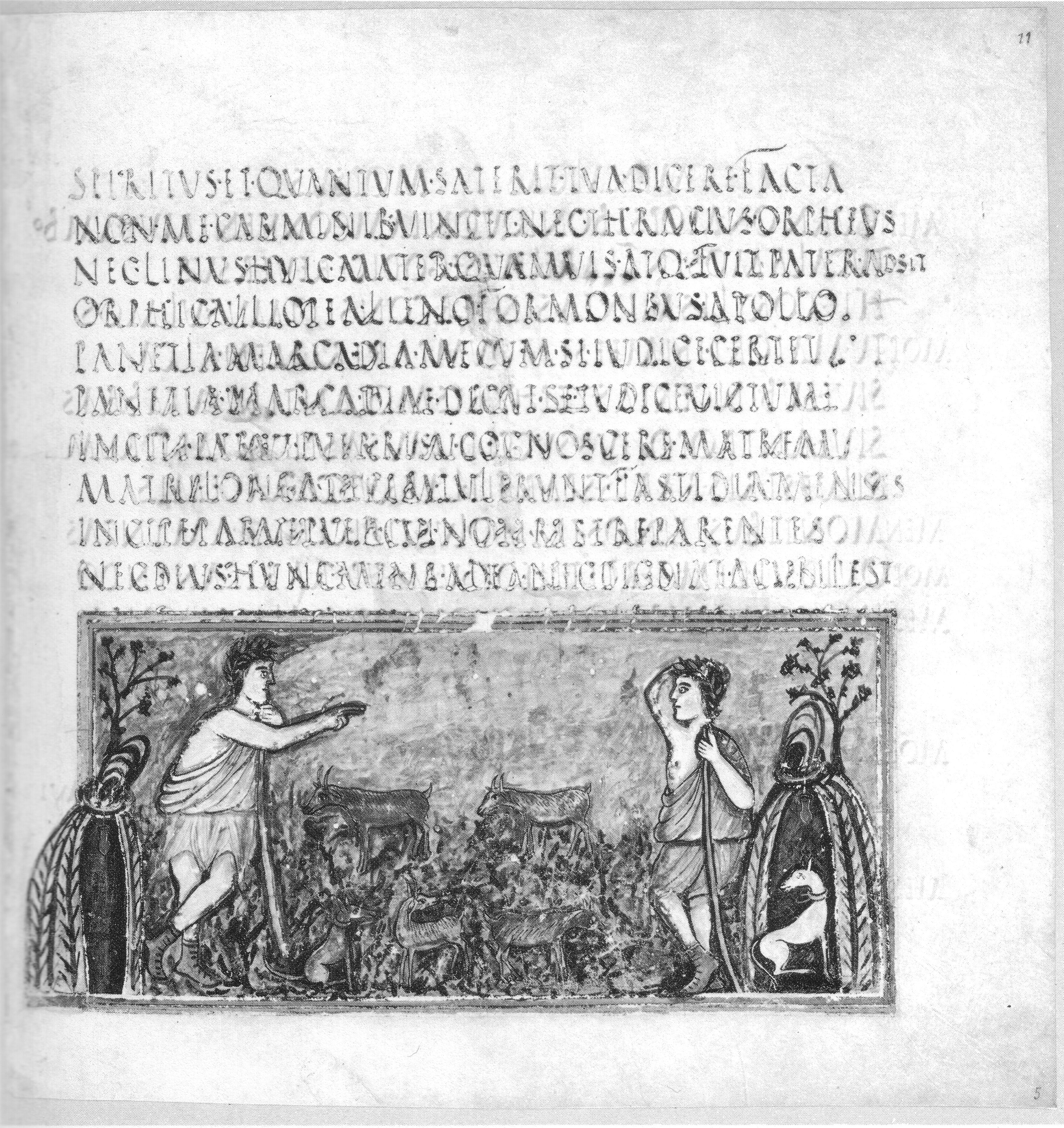
Das Ende der vierten Ekloge in einer spätantiken Handschrift („Vergilius Romanus“)

Die berühmteste Ekloge ist die Pollio gewidmete 4. Ekloge, die etwa aus dem Jahr 40 v. Chr. stammt. In diesem Gedicht wird die Geburt eines Weltenheilands und der Beginn eines neuen, goldenen Zeitalters prophezeit, was die christliche Deutung als Ankündigung der Geburt Christi auslegte. Dies brachte Vergil seinen Ruf als anima naturaliter christiana, als „von Natur aus christliche Seele“ ein, wodurch er trotz seines vorchristlichen Glaubens zu einem der auf das Mittelalter und die frühe Neuzeit einflussreichsten Autoren wurde.

## Inhalt und Interpretation

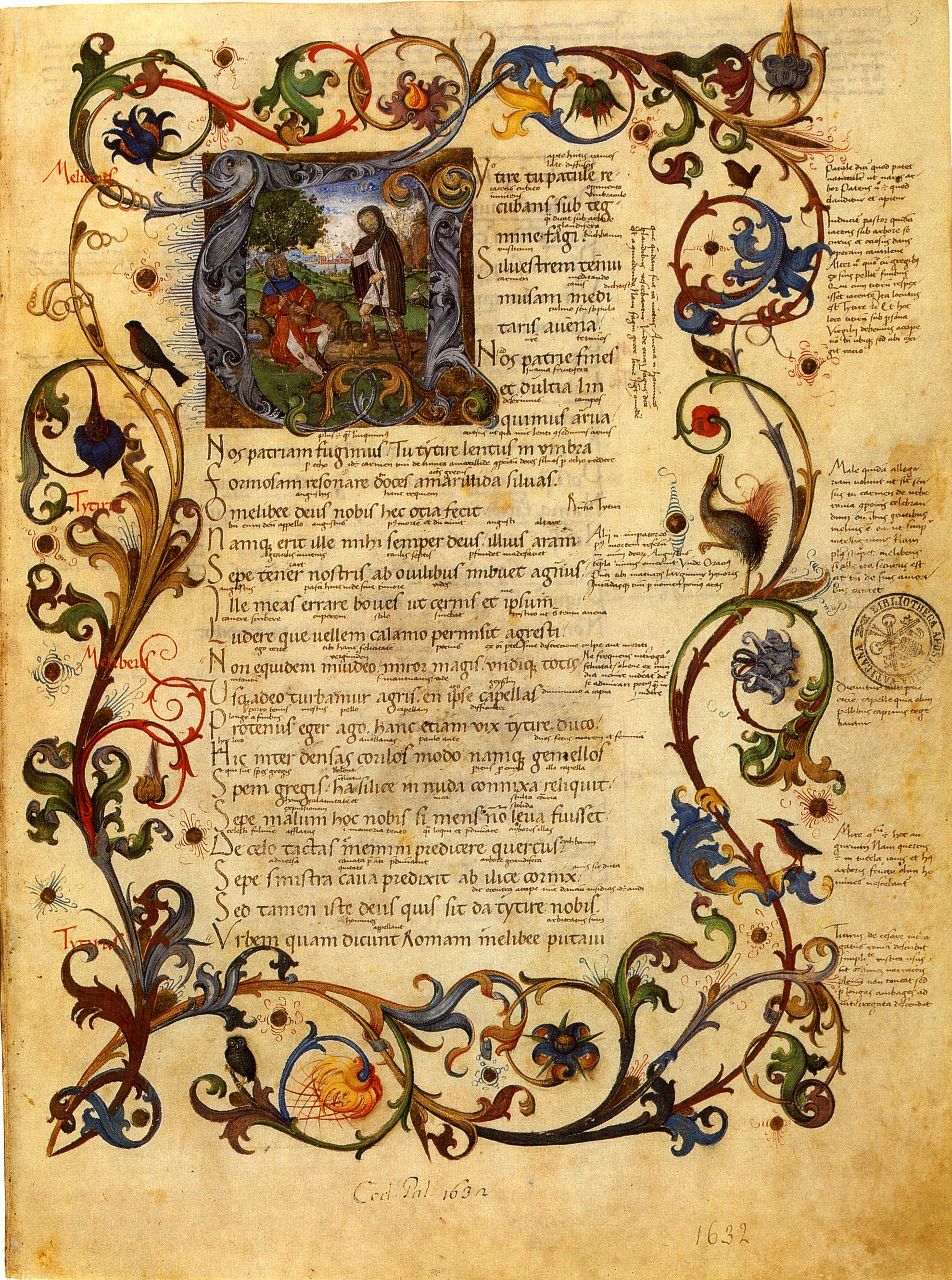
Der Anfang der Eklogen in der 1473/1474 geschriebenen Handschrift Rom, Biblioteca Apostolica Vaticana, Vaticanus Palatinus lat. 1632, fol. 3r

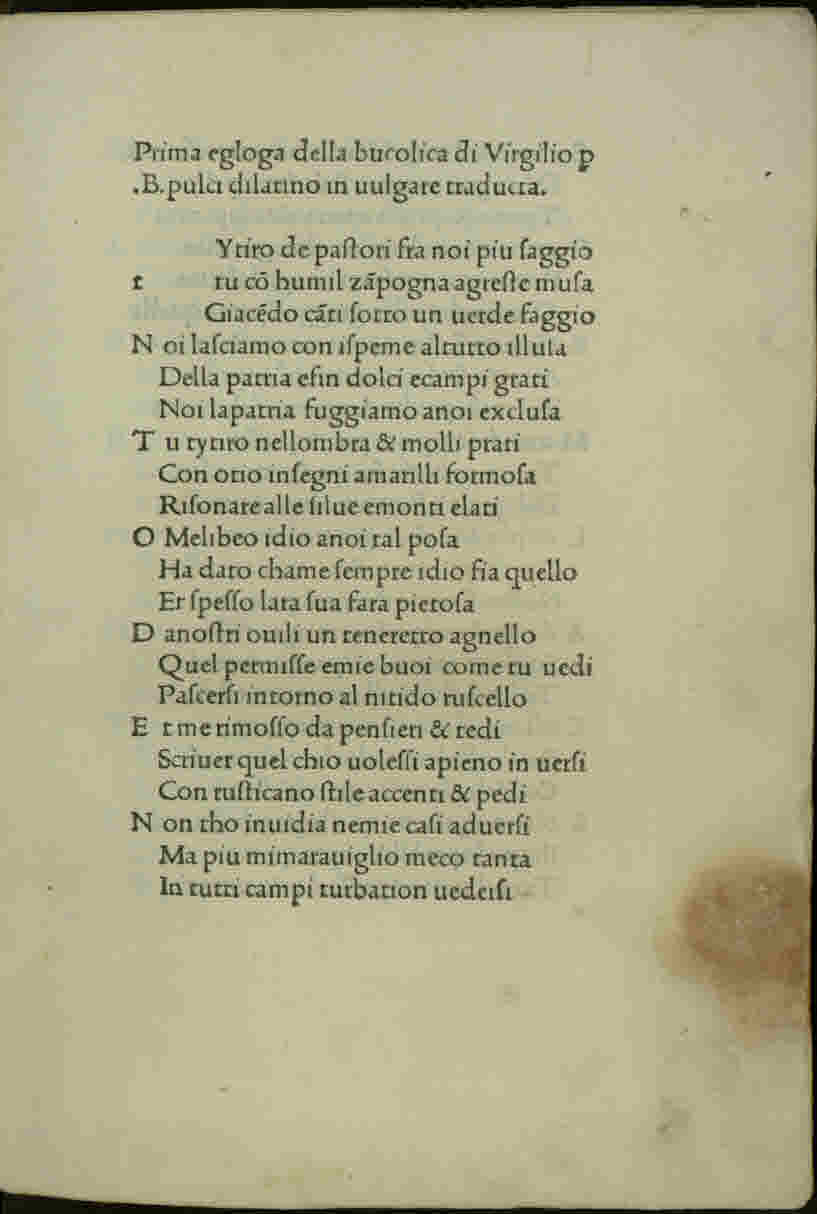
Bucolica (1481)

### Ekloge 1: Meliboeus. Tityrus (dialogisch)
Das erste Gedicht der zehn Eklogen besteht aus einem Dialog zweier Hirten, Tityrus und Meliboeus, vor dem Hintergrund einer ländlichen Szenerie. Während Meliboeus darüber klagt, dass er seine Herden nicht mehr auf dem gewohnten Land weiden dürfe, berichtet Tityrus, dass er in Rom einen jungen Mann (iuvenem) getroffen habe, den er auch als Gottheit (deus) bezeichnet und der ihm sein übliches Weideland gelassen habe.
Seit der Spätantike hat man die Person des Tityrus immer wieder als Vergils Alter Ego deuten wollen und den jungen Mann, dem Tityrus in Rom begegnete, als Octavian. Es ist umstritten, ob und inwieweit eine solche bereits in der Antike geübte allegorische Deutung (nicht nur der 1. Ekloge), die in den Typologien der bukolischen Welt Maskierungen biographischer und geschichtlicher Ereignisse sieht, statthaft ist. Im Gegensatz zu den Idyllen Theokrits, besonders im Vergleich zum 1. Idyll, wird hier eben das Idyllische immer weiter hinausgedrängt, stattdessen ragt die historisch-politische Welt immer mehr hinein (Anspielung auf die Landverteilungen). Es kommt somit zu einer Historisierung der bukolischen Dichtung, was gleich in der 1. Ekloge angezeigt wird, die damit einen Ausblick auf das Buch gibt.

### Ekloge 2: Alexis (monologisch)
Corydon, ein Hirte mit einer eigenen Herde, verliebt sich in den jungen Hirten Alexis, den Liebling seines Herrn, der ihn jedoch trotz aller Bemühungen und Versprechungen abweist. Corydon versucht, Alexis das Leben auf dem Land schönzureden, indem er dessen Vorzüge preist, zum Beispiel dass er 1000 Lämmer habe und somit das ganze Jahr über frische Milch. Außerdem stellt er Alexis in Aussicht, dass dieser bei ihm das Spielen der Rohrflöte werde lernen können (V. 31: mecum una in silvis imitabere Pana canendo). In V. 56 (Rusticus es, Corydon; nec munera curat Alexis) sieht Corydon jedoch selbst ein, dass Alexis überhaupt kein Interesse an diesen Dingen hat. So bleibt ihm am Ende (V. 69ff) nur die Klage und das Hoffen auf einen „anderen Alexis“, wenn dieser ihn verschmähe (V. 73: invenies alium, si te hic fastidit, Alexin).
Die 2. Ekloge hat massive Anleihen bei Theokritos, vor allem bei dessen 11. Idyll, wo der Kyklop Polyphem auf ähnliche Weise um die Nymphe Galateia wirbt. Allerdings ist auch hier die Ausrichtung anders, die Liebesqual ist ernst gemeint, es gibt kein selbstironisches Belächeln der Szenerie. Dazu kommen hier auch explizit Elemente der römischen Liebeselegie vor, wie zum Beispiel der Topos des Paraklausithyrons, aber auch die Realitätsferne des Verliebten, die daran zu erkennen ist, dass er dem Alexis einen Strauß Blumen darreichen möchte, die jedoch alle zu unterschiedlichen Jahreszeiten blühen. Somit könnte diese Ekloge den späteren Liebeselegikern als unmittelbares Vorbild gedient haben.

### Ekloge 3: Menalcas. Daemoetas. Palaemon (dialogisch)
Bei der 3. Ekloge handelt es sich um einen Wettgesang zwischen den Hirten Menalcas und Damoetas. Zunächst beschuldigt Damoetas Menalcas, dieser habe dem Daphnis aus Eifersucht die Pfeile zerbrochen, worauf Menalcas entgegnet, Damoetas habe dem Damon einen Bock gestohlen. Infolge dieser gegenseitigen Anschuldigungen beschließen die Hirten, ihren Streit mit einem Wettgesang auszutragen, wofür Damoetas eine junge Kuh, Menalcas kunstvoll mit Schnitzarbeiten verzierte Becher aus Buchenholz setzt. Damoetas will dies nicht akzeptieren, aber dennoch kommt es zum Wettkampf. Zum Schiedsrichter wird der zufällig auftauchende Palaemon bestimmt. Von V. 60-107 duellieren sich die beiden Hirten distichomythisch in jeweils zwei Versen, in denen das zentrale Thema die Liebe ist. Auch der Gegensatz zwischen homo- und heterosexueller Liebe wird thematisiert. Am Ende erklärt Palaemon aufgrund der hohen Qualität des Gesangs beide zum Sieger.
Die 3. Ekloge ist mit 111 Versen die längste der ersten Hälfte des Eklogenbuches. Auch hier finden sich wieder massive Anleihen bei Theokritos, besonders im 5. (und teilweise auch im 4.) Idyll. Entscheidender Unterschied ist bei Vergil die Zurückdrängung des Rustikalen und der Beleidigungen. So gibt es bei Theokritos einen Sieger, der seine Freude über den Sieg auch ganz unverhohlen zum Ausdruck bringt. In dem Wettgesang wird die schon in Ekloge 2 begonnene Liebesthematik fortgeführt, wenn auch in etwas knapperer Form.

### Ekloge 4: Der göttliche Knabe (monologisch)
Die 4. Ekloge handelt von einer Prophezeiung aus den Sibyllinischen Büchern. Es wird die Geburt eines göttlichen Knaben unter dem Konsulat des Asinius Pollio im Jahr 40 v. Chr. angekündigt, mit dem auch die Herrschaft Saturns wiederkehre und das eiserne Zeitalter dem goldenen weichen werde (V. 8–9: quo ferrea primum|desinet ac toto surget gens aurea mundo). Des Weiteren ist die Rede vom Frieden unter den Menschen und unter den Tieren. Außerdem wachse in diesem goldenen Zeitalter alles von selbst, sodass die Landwirtschaft überflüssig werde (diese war in der Antike eine große Mühsal). Auch Handel und Wirtschaft verschwänden und die Menschen könnten in einem paradiesähnlichen Zustand leben. Dieses goldene Zeitalter wird nicht nur mit der Geburt des Kindes verknüpft, sondern reift mit diesem im Laufe des Textes auch heran.
Die Ekloge unterscheidet sich (wie auch die sechste) massiv von den übrigen. Die bukolische Welt gibt hier zwar Anregungen für Bilder (zum Beispiel tauchen in V. 2 die myricae (Tamarisken) als typisch bukolische Pflanzen auf), aber die Inhalte und Stimmungen sind anders. Die Liebesthematik und auch die Klage spielen in dieser Ekloge keine Rolle, die Bukolik bildet nur noch den Rahmen. Die ganze Ekloge durchzieht eine Stimmung der Hoffnung auf eine bessere Zeit, die mit der Geburt des Knaben anbricht. In der Forschung wird dieser Knabe gelegentlich mit Augustus gleichgesetzt. Manfred Erren hingegen hält das ganze Gedicht für einen ziemlich frechen Scherz Vergils. Bereits in der Spätantike setzte jedoch eine christliche Umdeutung des Textes ein, da man den Knaben mit Jesus Christus gleichsetzte. Diese Gleichsetzung geht zurück auf Kaiser Konstantin I. Sie wurde beeinflusst durch eine griechische Übersetzung der vierten Ekloge, die dem Konzil von Nicäa vorlag. Die Übersetzung weicht stark von Vergils Ekloge ab. Es fehlen zum Beispiel sämtliche Götternamen, bis auf solche, die rein künstlerisch konnotiert sind (Musen) oder in der vierten Ekloge als unterlegen dargestellt werden (Pan). Auch fehlen historische Bezüge wie das Konsulat des Pollio. Auf dieser Deutung ist ein großer Teil von Vergils Ruhm im Mittelalter gegründet.

### Ekloge 5: Daphnis (dialogisch)
Wie schon die 3. Ekloge ist auch die 5. ein Wettgesang. In diesem Fall singen zwei Hirten, der junge Mopsus und der ältere Menalcas, über den Tod und die anschließende Apotheose des Daphnis. Dabei tragen beide Sänger in einer jeweils längeren Passage (25 Verse beiderseits) ihr Lied über Daphnis vor. Mopsus beginnt und schildert, wie sehr nicht nur die Nymphen und die Tiere den Tod des Daphnis betrauert hätten, sondern auch die ganze Natur, indem sie nur noch für die Menschen unbrauchbare bzw. gefährliche Pflanzen wie Schwindelhafer und Dornsträucher sprießen lasse. Menalcas lobt das Lied des Mopsus und kündigt sein eigenes mit den Worten an, er wolle Daphnis zu den Sternen erheben (Daphninque tuum tollemus ad astra, V. 51). Sein Lied handelt vom Frieden unter den Menschen und Tieren, weil Daphnis diesen liebe (amat bonus otia Daphnis, V. 61). Die ganze Natur künde von seiner Vergöttlichung (deus, deus ille, Menalca!, V. 64) und sowohl Mensch als auch Tier würden ihn auf ewig mit Opfern und Gebeten verehren. Anschließend beschenken sich die beiden Hirten Mopsus und Menalcas gegenseitig. Mopsus bekommt eine Flöte aus Schierlingsstengeln, Menalcas einen erzbeschlagenen Hirtenstab.
Die 5. Ekloge ist als Todesgedicht das genaue Gegenteil der 4. Ekloge, des Geburtsgedichtes. Sie wird jedoch von einer durchgehend freundschaftlichen Stimmung durchzogen. Der Wettkampf zwischen den Hirten zielt nicht auf einen Sieger ab, sondern auf das Besingen und Rühmen des verstorbenen Daphnis. Dabei liegt der Fokus nicht auf dem Sterben, sondern auf der Situation nach dem Tod. Es wird gezeigt, dass die Lebenden die Nachfolge der Toten antreten, weshalb der Tod hier nicht als Ende, sondern als Quelle von Leben und Kultur dargestellt wird. Besonders in der älteren Forschung wurde oft eine politische Deutung des Gedichtes vorgenommen, indem man Daphnis mit dem kurz zuvor ermordeten Gaius Iulius Caesar gleichsetzte. Diese lässt sich aber aufgrund der Textgrundlage nicht nachweisen. Naheliegender ist eine poetologische Deutung, die zum Ende des 1. Teils gut passen würde, wo die beiden Hirten über den Wert ihrer Dichtung reflektieren. Auch die ausgetauschten Gegenstände könnten für eine Form von Ritual zwischen Dichtern stehen. Jedoch lässt sich auch zu dieser Deutungsmöglichkeit konstatieren, dass die Symbolik zwar vorhanden ist, diese aber ebenfalls nicht ohne Schwierigkeiten ist, sodass sich eine eindeutige Interpretation nicht finden lässt.

### Ekloge 6: Der Silen (monologisch)
Die 6. Ekloge beginnt vor Einsetzen der Handlung mit einer Widmung an Varus. Es wird erzählt, dass der Silen von den zwei Knaben Chromis und Mnasyllos sowie der Najade Aegle völlig betrunken in seiner Höhle aufgefunden wird. Weil der Silen diesen vorher schon oft ein Lied versprochen, sich daran aber nie gehalten hatte, fesseln sie ihn mit den Kränzen, die ihm im Schlaf vom Kopf gerutscht sind. Dazu wird er von Aegle noch im Gesicht mit Maulbeeren bemalt. Dabei wacht er auf, ist jedoch nicht böse, sondern singt das versprochene Lied. Dieses handelt zunächst von der Weltentstehung, dem goldenen Zeitalter unter dem Gott Saturn, von Prometheus und der Fahrt der Argonauten, hat also zunächst Züge eines Lehrgedichtes. Anschließend geht es um die Allmacht der Liebe mit den Beispielen Pasiphae und den Töchtern des Proetus, die sich im Wahn für Kühe hielten. Auch die schnelle Läuferin Atalante sowie Phaëthons Schwestern finden Erwähnung. Im nächsten Abschnitt des Liedes geht es dann von der Mythologie weg zur Musenweihe des Gaius Cornelius Gallus in Boiotien. Den Abschluss des Liedes bilden mythische Exempla von Scylla sowie Tereus und Procne. Die Ekloge endet damit, dass es Abend wird und die Täler vom Klang des Liedes der Silenen widerhallen.
Die 6. Ekloge hat als einzige keinen Verweis auf Theokritos, sondern auf den Prolog der Aitien von Kallimachos. Die bukolische Welt bekommt wie so oft bei Vergil auch hier einen historischen Rahmen, indem er ganz konkret Bezug auf die historischen Personen Varus und Gallus nimmt. Vielgestaltig ist die Ekloge in Bezug auf die verwendeten Motive. Es kommen jeweils in Episoden unterteilt Tod und Trauer sowie Fesselung, aber auch Liebe in ihren verschiedensten Ausprägungen vor. Das Thema des captus amore ließe sich sogar weitgehend durchhalten. Stets präsent ist auch das Motiv des Spiels, sowohl auf inhaltlicher als auch auf narrativer Ebene. Dabei spielen nicht nur mehrere Motive, sondern auch mehrere Gattungen wie Lehrgedicht und Liebeselegie ineinander. Das Thema der Poetologie, das insbesondere in der Gallus-Episode hervorsticht, tut mit den vielen ineinander verwobenen Motivkreisen sein Übriges, die eigentliche Leistung des Dichters herauszustellen. Diese liegt darin, die Natur mithilfe seines Gedichtes bzw. Gesanges vorübergehend aus der Erstarrung herauszuführen, was daran zu erkennen ist, dass die gesamte Natur, sowohl Pflanzen als auch Tiere, bei Beginn des Liedes wild zu tanzen beginnen (V. 27–28).

### Ekloge 7: Meliboeus. Corydon. Thyrsis (dialogisch)
Wie schon die 3. und die 5. Ekloge handelt auch diese von einem Dichterwettstreit. Den ersten und letzten Redepart hat Meliboeus inne, ansonsten sprechen Corydon und Thyrsis immer abwechselnd. Am Anfang beschreibt Meliboeus, wie er zu Daphnis und den Arkadern Corydon und Thyrsis gekommen sei, die sich unter einer Steineiche niedergelassen hätten, da Meliboeus Zieckenbock sich dorthin verlaufen habe. Er wird von Daphnis eingeladen, dem Dichterwettstreit zwischen Corydon und Thyrsis beizuwohnen. Diese sprechen abwechselnd mit jeweils vier Versen Redeanteil. Dabei greifen sich die beiden Hirten auch persönlich an (invidia rumpantur ut ilia Codro, V. 26). Inhaltlich geht es um die Anrufung verschiedener Gottheiten, zum Beispiel der Nymphen, des Priaps und Galateas. Außerdem wird der schöne Alexis aus der 2. Ekloge wieder aufgegriffen, nach dessen Fortgang aus der Natur sogar die Flüsse austrockneten (at si formosus Alexis | montibus his abeat, videas et flumina sicca, V. 55 f.). Das überwiegende Thema ist jedoch die Liebe. Corydon und Thyrsis wünschen sich am Ende ihres Wettstreites, dass Phyllis und Lycidas zu ihnen kommen. Die letzten beiden Verse stammen wieder von Meliboeus, worin er sagt, dass Corydon den Wettstreit gewonnen habe und seitdem der Corydon für ihn sei (Haec memini, et victum frustra contendere Thyrsin | ex illo Corydon Corydon est tempore nobis, V. 69 ff.).
Bei der 7. Ekloge handelt es sich (wie schon bei der 3. und 5.) um eine weitere Variation des Themas Wettgesang, das vom Erzähler Meliboeus dem Leser aus einer Rückschau berichtet wird. Doch während in der 3. Ekloge der Wettkampf unentschieden ausging und in der 5. Ekloge eine freundschaftliche, ja sogar liebevolle Stimmung herrschte, wird der Ton hier rauer und Beleidigungen finden auf der persönlichen Ebene statt. Dabei verkörpert Thyrsis den zupackenden, besitzergreifenden Dichter, während Corydon für den geistreichen und liebevollen Dichter aus Selbsterkenntnis steht. Außerdem ist neu, dass es am Ende einen klaren Sieger gibt. Dazu klingt das Arkadienthema an, das besonders in der 10. Ekloge noch eine gewichtige Rolle einnehmen wird.

### Ekloge 8: Damon. Alphesiboeus (dialogisch)
Zwar ist auch die 8. Ekloge dialogisch, jedoch handelt es sich bei ihr nicht direkt um einen Wettgesang, wie man es bisher aus den Eklogen gewohnt war. Stattdessen sprechen sowohl Damon als auch Alphesiboeus nur einmal, dafür aber jeweils in einem kohärenten Stück. Das Thema ihres Gesangs ist die Liebe. Nachdem die Ekloge von einem Erzähler dem Pollio gewidmet worden ist, beginnt Damon mit dem Gesang. In seinem Gedicht gibt es dabei mehrere Einlagen, die durch einen versus intercalaris gegliedert werden (ein immer wiederkehrender Vers, welcher im Lied des Damon lautet Incipe Maenalios mecum, mea tibia, versus = „Stimme, meine Flöte, mit mir die Lieder vom Maenalus an“). So verflucht ein Liebhaber den Amor, weil dieser ihm seine Geliebte ausgespannt habe. Als mythologisches Exemplum für dessen vermeintliche Grausamkeit wird Medea angeführt. Der Geliebte stürzt sich am Ende aus Liebeskummer in den Tod. Das Lied des Alphesiboeus ist parallel aufgebaut, der versus intercalaris lautet hier Ducite ab urbe domum, mea carmina, ducite Daphnin = „Führt Daphnis, meine Lieder, führt ihn aus der Stadt nach Hause.“ Dort schlüpft der Erzähler in die Rolle der Amaryllis, der ihr Liebhaber Daphnis die Treue geschworen, sie dann aber verlassen hatte und nun in der Stadt weilt. Sie wendet einen Liebeszauber an, um ihn zurückzuholen, der zunächst nicht zu funktionieren scheint, im letzten Moment – als Amaryllis gerade zu härteren Methoden, nämlich magischen Kräutern, übergehen will – den Geliebten aber doch noch zurückbringt.
Die beiden Gesänge sind ein typischer Fall von Rollendichtung, da der jeweilige Sänger in die Rolle einer anderen Person schlüpft. Das Thema Liebe wird sowohl aus männlicher als auch aus weiblicher Perspektive beleuchtet, wobei die erfüllte und die unerfüllte im Gegensatz zueinander stehen. Die verwendeten mythologischen Exempla sind jedoch negativ. Es zeigt sich, dass die Figuren von der Macht der Zaubersprüche ausgehen. Während Damon jedoch daran verzweifelt, ist Amaryllis letzten Endes doch erfolgreich. Das plötzliche Aufflammen der Asche steht jedoch für das Spontane und Willkürliche solcher Sprüche, die deshalb als weitgehend unabhängig von der Intention der Sprecher zu bezeichnen sind. Die 8. Ekloge ist mit 108 Versen die längste im zweiten Teils des Eklogenbuches.

### Ekloge 9: Lycidas. Moeris (dialogisch)
In der 9. Ekloge geht es als zentrales Thema um die Landverteilungen. Sie startet „medias in res“, indem sich die beiden Hirten Lycidas und Moeris über dieses Thema unterhalten. Moeris klagt, dass er von einem neuen Besitzer von seinem Land vertrieben wurde (diceret: 'haec mea sunt; veteres migrate coloni'. V. 4). Nicht einmal Menalcas sei mit seinen Liedern imstande gewesen, das Land für die Hirten zu retten, und wenn ihn eine Krähe nicht vor Widerstand gewarnt hätte, wäre er nicht mehr am Leben (V. 15 f). Lycidas fragt sich darauf, wer sich dann um das Besingen der Nymphen und andere typisch bukolische Hirtentätigkeiten kümmern solle. Moeris ergänzt, auch das Loblied auf Varus könne dann nicht mehr vollendet werden. Im gleichen Zuge äußert er den Wunsch, dass ihnen wenigstens Mantua erhalten bleibe. Nach einigen Versen über ihre Dichtungen erwähnt Lycidas im Zusammenhang mit Daphnis das Gestirn Caesars (Caesaris astrum, V. 47). Die Ekloge klingt damit aus, dass Moeris von sich sagt, viele Lieder aufgrund seines Alters vergessen zu haben, während Lycidas vorschlägt, auf dem Weg in die Stadt trotzdem Lieder zu singen, was von Moeris jedoch abgelehnt wird.
In der 9. Ekloge wird wie in keiner anderen deutlich, dass die bukolische Welt durch Einflüsse von außen unter Druck steht. Durch diese werden die Hirten gezwungen, ihr idyllisches Leben aufzugeben. Persönliche Bindungen gehen verloren und selbst die Musik wird Opfer der Verhältnisse, da sie nicht mehr in der Lage ist, das Zerbrechen der bukolischen Welt durch ihre Wirkung aufzuhalten. In dieser Ekloge verarbeitet Vergil auch reale Ereignisse, da die Landverteilungen um diese Zeit ebenfalls stattfanden. Dabei sind Bezüge zur (späteren) 1. Ekloge systematisch herstellbar, wo diese ebenfalls schon thematisiert werden. Vergil wird somit zum Sprecher vieler Menschen seiner Zeit. Starke Bezüge finden sich zu Theokrits Idyll 7 (Das Erntefest, eine „biographische Idylle“), allerdings wird dieses ins Negative verkehrt. Als hoffnungsvolles Element kann lediglich das Caesaris astrum gedeutet werden: Es ist nicht genug, dass die Dichtung jemanden zu den Sternen tragen kann, durch Caesar ist ein neuer Stern entstanden, auf den Daphnis hoffnungsvoll blicken kann. Dennoch stellt die 9. Ekloge den Tiefpunkt des Eklogenbuches dar, da sich in ihr die tiefe Hoffnungslosigkeit darüber ausdrückt, dass die bukolische Welt dem Druck von außen standhalten kann.

### Ekloge 10: Gallus (monologisch)
Die 10. und letzte Ekloge beginnt mit der Vorstellung des Themas: der unglücklichen Liebe des Gallus (sollicitos Galli dicamus amores, V. 6). Diese werde von der ganzen Natur beweint. Menalcas und Apollon erscheinen und der Gott verkündet Gallus, dass seine Geliebte Lycoris einem anderen Soldaten gefolgt sei (tua cura Lycoris | perque nives alium perque horrida castra secuta est, V. 22-23). Pan erinnert ihn außerdem an die Grausamkeit des Liebesgottes Amor. Daraufhin klagt Gallus sein Liebesleiden, wobei er Lycoris trotzdem wünscht, sie möge, während sie mit einem anderen Soldaten davongehe, keinen Schaden nehmen. Er spricht davon, dass er sein Leid in der Natur ertragen wolle. Dennoch wollen weder diese noch Lieder ihm mehr gefallen und er ist verzweifelt, Amors Sinn nicht wandeln zu können. Seine Klage gipfelt in dem Ausspruch omnia vincit Amor: et nos cedamus Amori (Amor besiegt alles, also wollen auch wir uns Amor fügen, V. 69). Die Ekloge und damit das Werk endet, indem der Erzähler die Musen bittet, diese Verse für Gallus kostbar zu machen und danach die Ziegen, weil es Abend wird, heimschickt.
Die 10. Ekloge ist in der Landschaft Arkadien verortet, welche sehr abgelegen liegt und deren Einwohner als ein raues Hirtenvolk galten. Doch schon in der Antike wurde die Landschaft zum Ort des Goldenen Zeitalters verklärt, zu einem Ort des Mensch- und Tierfriedens, an dem Menschen, Tiere, Pflanzen und die Götter zusammenkommen – ein Ereignis, das es das letzte Mal bei der Hochzeit von Peleus und Thetis gegeben hatte. In diese Welt kommt nun der unglücklich verliebte Soldat und Dichter Gallus hinein, der sich in der bukolischen Welt überhaupt nicht zurechtfindet. Das liegt daran, dass die Liebe für ihn eine Lebensmacht darstellt, der er sich nicht entziehen kann. Zwar ist die Liebe auch für die Hirten wichtig, bei denen ist sie aber nur ein Punkt unter vielen und das Leben geht auch nach einer erfolglosen Liebe weiter (Vgl. Ekloge 2, V. 73: invenies alium, si te hic fastidit, Alexin). Mit dem berühmten Vers omnia vincit Amor: et nos cedamus Amori führt Vergil die Gattung Bukolik außerdem zu einem Ende, da nun das Thema der Elegie explizit angesprochen wird. Aus dieser finden sich in dieser Ekloge schon viele Motive und Topoi, so zum Beispiel das Paraklausithyron, das servitium amoris (Liebe als Sklavendienst) und die dura puella (das hartherzige Mädchen). Aber auch typisch bukolische Elemente wie Selbsttäuschung und ein unzuverlässiger Erzähler kommen ebenfalls vor. Somit steht dieses letzte Gedicht gattungstypisch an der Grenze zwischen Bukolik und Liebeselegie.

## Ausgaben, Kommentare und Übersetzungen
- Roger A. B. Mynors (Hrsg.): P. Vergili Maronis Opera. Clarendon, Oxford 1969 (maßgebliche textkritische Ausgabe).
- Robert Coleman (Hrsg.): Vergil, Eclogues. University Press, Cambridge 1977. (Einführung, Text, Kommentar)
- Wendell Clausen: A Commentary on Virgil, Eclogues. Oxford University Press, Oxford 1994. (Einführung, Text, Kommentar)
- P. Vergilius Maro: Bucolica. Hirtengedichte. Studienausgabe. Lateinisch/Deutsch. Übersetzung, Anmerkungen, interpretierender Kommentar und Nachwort von Michael von Albrecht. Reclam, Stuttgart 2001.
- Publio Virgilio Marone, Le Bucoliche. Introduzione e commento di Andrea Cucchiarelli, traduzione di Alfonso Traina. Carocci, Rom 2012.
  - Englische Fassung des Kommentars: Andrea Cucchiarelli: A commentary on Virgil's Eclogues. Oxford University Press, Oxford, New York 2023. – Rezension von Harrison Troyano, Bryn Mawr Classical Review 2024.08.50
- Silvia Ottaviano (Hrsg.): Publius Vergilius Maro, Bucolica; Gian Biagio Conte (Hrsg.): Publius Vergilius Maro, Georgica. De Gruyter, Berlin, Boston 2013. (neuere textkritische Ausgabe)